# 伊庭駿三郎
伊庭 駿三郎（いば しゅんざぶろう、1903年11月28日 - 没年不詳）は、日本の俳優である。本名・旧芸名益田 俊雄（ますだ としお）、1950年代には、伊庭 駿（いば しゅん）とも名乗った。伊藤大輔の『斬人斬馬劔』でデビュー、同監督の作品に多く出演した。

## 人物・来歴
1903年（明治36年）11月28日、山梨県に生まれる。
東京に移り、慶應義塾普通部に進学するが、1917年（大正6年）、三年次で中途退学する。六代目尾上菊五郎の門下生となる。その後1929年（昭和4年）、松竹京都撮影所が製作、伊藤大輔が監督した『斬人斬馬剣』に「若衆三之亟」で出演、同作は同年9月20日に公開されて、満25歳にして本名で映画界にデビューした。そのまま京都に残り、1930年（昭和5年）、日活太秦撮影所に入社、伊藤大輔監督の『素浪人忠弥』、『興亡新選組』前史・後史に立て続けに出演した。1932年（昭和7年）6月17日に公開されたマキノ正博監督の『七人の花嫁』では、沢村国太郎演じる銭形平次の手下の「ガラッ八」を演じている。
1938年（昭和13年）には、新興キネマ京都撮影所（現在の東映京都撮影所）に移籍している。
第二次世界大戦後は、しばらく出演記録が途絶えるが、1951年（昭和26年）11月22日公開の『大江戸五人男』、1952年（昭和27年）2月22日公開の『治郎吉格子』の2作の伊藤大輔の監督作に「伊庭 駿」の名で、いずれも「茶羅八」役で出演している。1955年（昭和30年）以降の出演歴は見当たらず、消息も不明である。没年不詳。

## フィルモグラフィ
すべてクレジットは「出演」である。役名のわかるものは公開日の右側に記し、東京国立近代美術館フィルムセンター（NFC）所蔵等の上映用プリントの現存状況についても記す。

### 初期
- 『斬人斬馬剣』 : 監督伊藤大輔、製作松竹京都撮影所、配給松竹、「益田俊雄」名義、1929年9月20日公開 - 若衆三之亟、現存（NFC所蔵[5]）

### 日活京都撮影所
特筆以外すべて製作は「日活京都撮影所」あるいは「日活太秦撮影所」、配給は「日活」である。
日活太秦撮影所
- 『素浪人忠弥』 : 監督伊藤大輔、1930年7月15日公開 - 冴左右三郎
- 『興亡新選組 前史』 : 監督伊藤大輔、1930年10月17日公開 - 県伊勢武
- 『興亡新選組 後史』 : 監督伊藤大輔、1930年10月31日公開 - 県伊勢武
- 『江戸美少年録』 : 監督清瀬英次郎、1931年1月8日公開
- 『江戸っ子市場』 : 監督清瀬英次郎、1931年3月13日公開
- 『鼠小僧旅枕』 : 監督伊藤大輔、1931年7月14日公開 - 手代清七
- 『明治元年』 : 監督伊藤大輔、1932年5月13日公開 - 勝沼佳三郎
- 『七人の花嫁』 : 監督マキノ正博、1932年6月17日公開 - ガラッ八
- 『名人巾着切』 : 監督清瀬英次郎、1932年9月22日公開 - かげまの三公

日活京都撮影所
- 『お艶殺し』 : 監督辻吉郎、1934年11月15日公開 - 若い者三太
- 『次郎吉ばやり』 : 監督菅沼完二、1935年1月31日公開
- 『弥八追分節』 : 監督尾崎純、1935年4月25日公開 - 猪之助
- 『さむらひ鴉』 : 監督池田富保、製作日活・太秦発声映画、配給日活、1935年8月15日公開 - 八幡屋助五郎、現存（NFC所蔵[7]）
- 『千両礫』 : 監督稲垣浩、1935年10月1日公開 - 下呂の鮒次郎
- 『大菩薩峠 第一篇 甲源一刀流の巻』 : 監督稲垣浩、応援監督山中貞雄・荒井良平、1935年11月15日公開 - 岡田弥市、現存（NFC所蔵[7]）
- 『栗山大膳』 : 監督池田富保、1936年11月12日公開 - 稲葉丹後守
- 『児来也小僧 旋風篇』 : 監督辻吉郎、1937年3月25日公開 - 飴屋忠兵衛
- 『児来也小僧 電光解決篇』 : 監督辻吉郎、1937年4月8日公開 - 飴屋忠兵衛
- 『唐人お吉 黒船情話』 : 監督池田富保、1937年6月17日公開 - 大工松蔵
- 『曠原の魂』 : 監督稲垣浩、1937年9月1日公開
- 『国定忠治』 : 監督マキノ正博、1937年10月18日公開 - 猪之松
- 『血煙高田の馬場』 : 監督マキノ正博・稲垣浩、1937年12月31日公開 - 八卦屋の天眼、現存（NFC所蔵[7]）
- 『白浪五人男』 : 監督荒井良平、1938年1月7日公開 - 手代太助

### 新興キネマ京都撮影所
特筆以外すべて製作は「新興キネマ京都撮影所」、配給は「新興キネマ」である。
- 『柳生旅日記』 : 監督堀田正彦、1938年7月8日公開 - 室間勘八
- 『地雷火組』 : 監督西原孝、1938年9月8日公開 - 藤井銀之助
- 『赤鞘嵐』 : 監督木村恵吾、1938年10月6日公開 - 村田兵介
- 『宮本武蔵』 : 監督森一生、1938年10月13日公開 - 細川越中守
- 『孫悟空 一走万里の巻』 : 監督寿々喜多呂九平、1938年12月31日公開 - 羊力大仙
- 『孫悟空 金角銀角の巻』 : 監督寿々喜多呂九平、1939年1月7日公開 - 羊力大仙
- 『孫悟空 百花女園の巻』 : 監督寿々喜多呂九平、1939年1月14日公開 - 羊力大仙
- 『元禄女大名』 : 監督木村恵吾、1939年2月1日公開 - 松平丹次郎実は赤木甚六、現存（NFC所蔵[7]）
- 『塚原武勇伝』 : 監督渡辺新太郎、1939年2月8日公開 - 疋田文五郎
- 『阿波狸合戦』 : 監督寿々喜多呂九平、1939年4月13日公開 - 丁稚亀吉
- 『お伊勢詣り』 : 監督森一生、1939年5月18日公開 - 大和屋の若旦那
- 『後藤又兵衛 乳呑児三千石』 : 監督押本七之輔、1939年5月25日公開 - 坂口源太夫
- 『愛染格子』 : 監督木村恵吾、1939年7月12日公開 - 小いな口説く男
- 『姫君大納言』 : 監督押本七之輔、1939年9月14日公開 - 久馬の仲間五平
- 『文福茶釜』 : 監督木藤茂、1939年9月24日公開 - 屑屋の源太
- 『狸御殿』 : 監督木村恵吾、1939年10月12日公開 - 小鼓山の狸吉郎
- 『忍術息子』 : 監督寺門静吉、1939年12月15日公開 - 甲州屋与次郎
- 『近藤勇』 : 監督森一生、1940年1月13日公開 - 沖田総司、現存（NFC所蔵[7]）
- 『浮世絵日傘』 : 監督木村恵吾、1940年3月7日公開 - 炭問屋山惣の使用人長吉
- 『続阿波狸合戦』 : 監督森一生、1940年4月18日公開 - その倅茂吉
- 『花暦八笑人』 : 監督三星敏雄、1940年4月25日公開 - 伊勢屋の頭武六
- 『秋葉の火祭』 : 監督西原孝、1940年6月13日公開 - 森の石松、現存（NFC所蔵[7]）
- 『大岡政談 通り魔』 : 監督仁科紀彦、1940年9月15日公開 - お面の善吉
- 『国姓爺合戦』 : 監督木村恵吾、1940年11月19日公開 - 安大人
- 『夫婦二世』 : 監督野淵昶、1940年12月15日公開 - 友厚の嗣子竜作
- 『鉄火ぐるま』 : 監督神脇満（寿々喜多呂九平）、1941年2月28日公開 - 書生近藤
- 『孤城の桜』 : 監督押本七之輔、1941年3月15日公開 - 親朝の子直朝、現存（NFC所蔵[7]）
- 『雲雀は空に』 : 監督牛原虚彦、1941年4月29日公開 - がら熊
- 『荒木又右衛門 仇討の日』 : 監督西原孝、1941年5月29日公開 - 赤馬の千八
- 『男の火華 新門辰五郎』 : 監督牛原虚彦、1941年8月14日公開 - 花川戸の小竹
- 『直参風流男』 : 監督押本七之輔、1941年12月30日公開 - 怪盗猫足の小伝次
- 『不知火乙女』 : 監督仁科紀彦、1942年2月15日公開 - 可内

### 大映京都撮影所
特筆以外すべて製作は「大映京都撮影所」、配給は「大映」である。
- 『護る影』（『御存じ右門 護る影』） : 監督西原孝、製作大映京都撮影所、配給映画配給社、1943年2月25日公開 - 1分の断片が現存（NFC所蔵[7]）
- 『大江戸五人男』 : 監督伊藤大輔、製作松竹京都撮影所、配給松竹、「伊庭駿」名義、1951年11月22日公開 - 茶羅八、現存（NFC所蔵[6]）
- 『治郎吉格子』 : 監督伊藤大輔、製作松竹京都撮影所、配給松竹、「伊庭駿」名義、1952年2月22日公開 - 茶羅八、現存（NFC所蔵[6]）
- 『赤穂城』 : 監督萩原遼、製作東映京都撮影所、配給東映、1952年4月24日公開 - 土屋相模守、現存（NFC所蔵[7]）
- 『お菊と播磨』（『番町皿屋敷 お菊と播磨』） : 監督伊藤大輔、1954年3月3日公開 - や組竹松、現存（NFC所蔵[7]）
- 『花ざかり男一代』 : 監督森一生、「伊庭駿」名義、1955年2月26日公開 - 杵屋小二郎